# Tortula ucrainica
Tortula ucrainica är en bladmossart som beskrevs av Richard Henry Zander 1993. Tortula ucrainica ingår i släktet tussmossor, och familjen Pottiaceae. Inga underarter finns listade i Catalogue of Life.